# Segretario di Stato ombra per il Galles
Il Segretario di Stato ombra per il Galles è un membro del gabinetto ombra che esamina l'attività del Segretario di Stato per il Galles e il suo dipartimento, l'Ufficio per il Galles.
La carica è attualmente ricoperta dalla laburista Jo Stevens.

## Segretari di Stato ombra per il Galles
| Nome | Nome             | Ritratto | Inizio            | Fine              | Partito      | Collegio             |
| ---- | ---------------- | -------- | ----------------- | ----------------- | ------------ | -------------------- |
|      | Nicholas Edwards |          | 18 febbraio 1975  | 4 maggio 1979     | Conservatore | Pembrokeshire        |
|      | John Morris      |          | 4 maggio 1979     | 14 giugno 1979    | Laburista    | Aberavon             |
|      | Alec Jones       |          | 14 giugno 1979    | 20 marzo 1983     | Laburista    | Rhondda              |
|      | Denzil Davies    |          | 20 marzo 1983     | 31 ottobre 1983   | Laburista    | Llanelli             |
|      | Barry Jones      |          | 31 ottobre 1983   | 13 luglio 1987    | Laburista    | Alyn and Deeside     |
|      | Alan Williams    |          | 13 luglio 1987    | 9 gennaio 1989    | Laburista    | Swansea West         |
|      | Barry Jones      |          | 9 gennaio 1989    | 18 luglio 1992    | Laburista    | Alyn and Deeside     |
|      | Ann Clwyd        |          | 18 luglio 1992    | 21 ottobre 1993   | Laburista    | Cynon Valley         |
|      | Ron Davies       |          | 21 ottobre 1993   | 2 maggio 1997     | Laburista    | Carrphilly           |
|      | William Hague    |          | 2 maggio 1997     | 19 giugno 1997    | Conservatore | Richmond             |
|      | Michael Ancram   |          | 19 giugno 1997    | 1º giugno 1998    | Conservatore | Devizes              |
|      | Liam Fox         |          | 1º giugno 1998    | 15 giugno 1999    | Conservatore | Woodspring           |
|      | Sir George Young |          | 15 giugno 1999    | 26 settembre 2000 | Conservatore | North West Hampshire |
|      | Angela Browning  |          | 26 settembre 2000 | 18 settembre 2001 | Conservatore | Tiverton and Honiton |
|      | Nigel Evans      |          | 18 settembre 2001 | 11 novembre 2003  | Laburista    | Ribble Valley        |
|      | Bill Wiggin      |          | 11 novembre 2003  | 6 dicembre 2005   | Conservatore | Leominster           |
|      | Cheryl Gillan    |          | 6 dicembre 2005   | 11 maggio 2010    | Conservatore | Chesham and Amersham |
|      | Peter Hain       |          | 11 maggio 2010    | 15 maggio 2012    | Laburista    | Neath                |
|      | Owen Smith       |          | 15 maggio 2012    | 14 settembre 2015 | Laburista    | Pontypridd           |
|      | Nia Griffith     |          | 14 settembre 2015 | 27 giugno 2016    | Laburista    | Llanelli             |
|      | Paul Flynn       |          | 3 luglio 2016     | 6 ottobre 2016    | Laburista    | Newport West         |
|      | Jo Stevens       |          | 6 ottobre 2016    | 27 gennaio 2017   | Laburista    | Cardiff Central      |
|      | Christina Rees   |          | 9 febbraio 2017   | 6 aprile 2020     | Laburista    | Neath                |
|      | Nia Griffith     |          | 6 aprile 2020     | 29 novembre 2021  | Laburista    | Llanelli             |
|      | Jo Stevens       |          | 29 novembre 2021  | in carica         | Laburista    | Cardiff Central      |